# المدينة الإسبانية
تعد المدينة الإسبانية (بالإنكليزية: The Spanish City) في وايتلي باي مركز لتناول الطعام والترفيه، وهي مدينة ساحلية في شمال تينيسايد، تاين آند وير، إنجلترا. تم تشييده كنسخة أصغر من شاطئ المتعة في بلاكبول، وتم افتتاحه في عام 1910 كقاعة للحفلات الموسيقية ومطعم وحديقة على السطح وغرفة شاي.وفي عام 1920 تمت إضافة قاعة رقص ولاحقًا أصبحت مهرجانا دائما 
المدينة الإسبانية تقع بالقرب من الواجهة البحرية، 180 طول قدم (54.8 م) واجهة على طراز عصر النهضة وأصبحت معروفة بقبتها المميزة،  أما الآن مبنى تاريخي محمي من الدرجة الثانية. توجد أبراج على جانبي المدخل، كل منها يحمل تمثال أنثى بشاناليان نصف بالحجم الطبيعي من النحاس، أحدهما يحمل الصنج والآخر يحمل الدف. روبرت بيرنز ديك وتشارلز تي مارشال وجيمس كاكيت كانوا من مهندسي المبنى.
في عام 1980 ذكرت فرقة داير سترايتس المدينة الإسبانية في أغنيتها المنفردة، «نفق الحب»، والتي تم عزفها منذ ذلك الحين كل صباح عند افتتاحها. أصبح المبنى في حالة سيئة بحلول أواخر التسعينيات من القرن الماضي، وتم إغلاقه أمام الجمهور في أوائل العقد الأول من القرن الحادي والعشرين. في عام 2011 تم الإعلان عن مشروع التجديد. وأعيد افتتاح المبنى كمركز لتناول الطعام والترفيه في نهاية يوليو 2018.

## هندسة معمارية
تواجه مدينة الإسبانية البحر، بواجهة طولها 180 قدمًا وعمق 275 قدمًا. ترتفع القبة إلى 75 قدمًا فوق الأساس ويبلغ قطرها 50 قدمًا، ومدعومة بأعمدة خرسانية بارتفاع 46 قدمًا. وهي مصنوعة من قشرة خرسانية مقواة بسماكة خمس بوصات، مدعومة بـ 12 ضلعًا داخليًا (10 × 18 بوصة). (10 في x 18 في) الضلوع الداخلية.
روبرت بيرنز ديك، تشارلز تي مارشال، وجيمس كاكيت  من كاكيت وبيرنز ديك من المهندسين المعماريين. كان جي كولسون مستشارًا للتصميم وإل جي موتشيل مستشارًا هيكليًا. أما المقاولون هم ديفيدسون وميلر.

## التاريخ

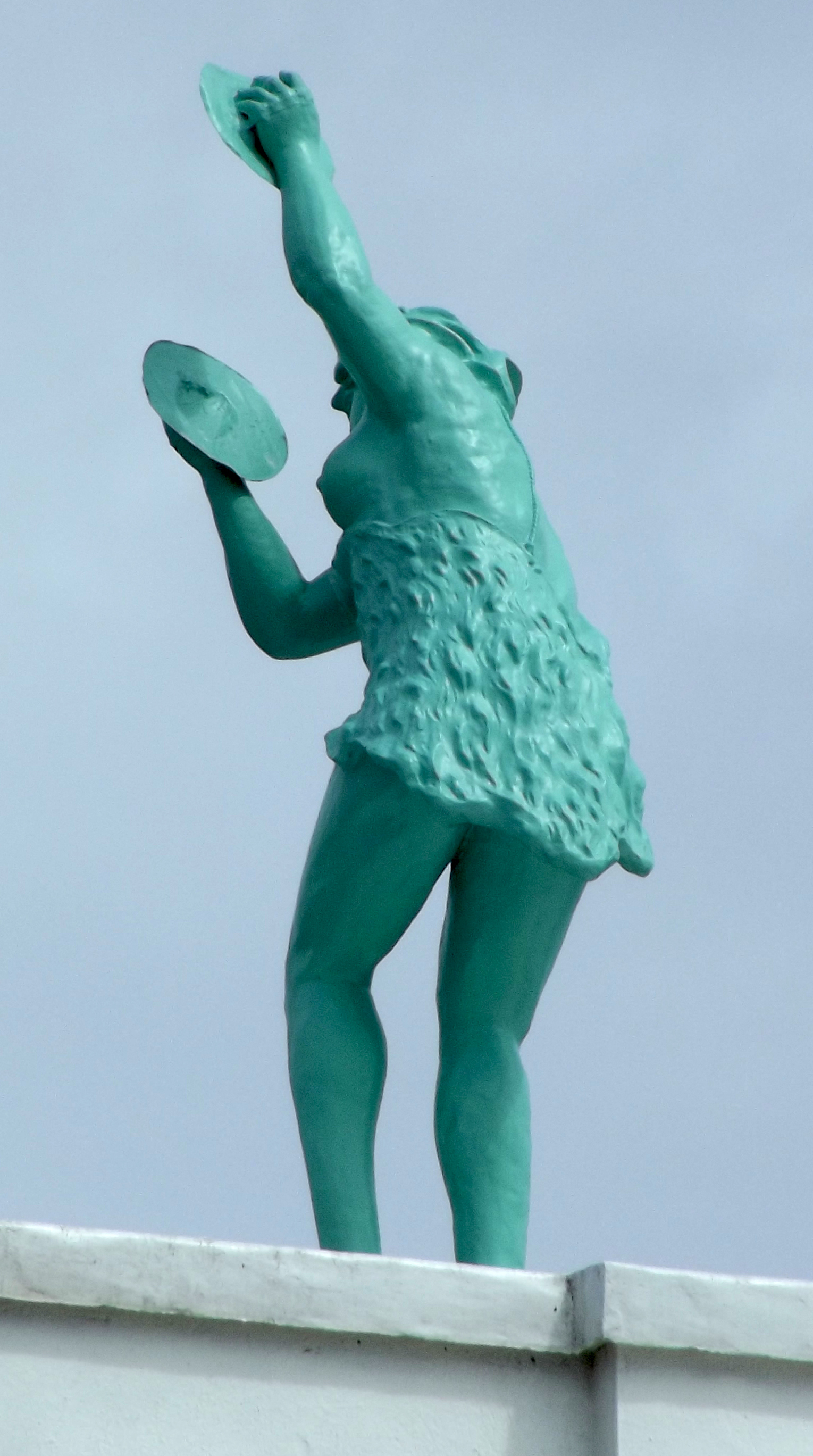
إحدى مجسمتين نحاسيتين بالمبنى

أنشأ تشارلز إلدرتون من مسرح هيبورن الملكي في الأصل ممر تسلية وقاعة رقص في الموقع. استقبل حفل توريادورس الموسيقي الخاص به الزوار بمسرح في الهواء الطلق في وايتلي بارك كل صيف منذ عام 1907، مع المظلات المزينة على الطراز الإسباني. لتوفير عنصر دائم، أسس شركة وايلتي المحدودة للترفيه.
أقيمت القبة عام 1910. تم افتتاح المبنى رسميًا من قبل روبرت ماسون، رئيس المجلس المحلي، مساء يوم السبت، 7 مايو 1910، باسم المدينة الإسبانية والحديقة الترفيهية لوالتي باي. تم نقل جاك الاتحاد في نصف الصاري لأن الملك إدوارد السابع توفي في اليوم السابق. كانت هناك متاجر ومقاهي بالداخل، وحديقة على السطح، ومسرح الإمبراطورة، يتسع لـ 1400 مقعدًا على الأرض و 400 مقعدًا في الشرفة. في عام 1920 تمت إضافة قاعة قاعة الإمبراطورة، وقاعة روتوندا في عام 1921. في عام 1979 تم تحويل روتوندا إلى غرف ستارلايت للترفيه الحي.

خلال إضراب القائمين على الرعاية في الثمانينيات تم استخدام القبة كفصل دراسي لتلاميذ مدرسة وايتلي باي الثانوية، وأصبحت فيما بعد مكانًا للموسيقى الحية، حيث استضافت العديد من الفرق الموسيقية، بما في ذلك آش في عام 2001.
تحدث مؤلف الأغاني داير سترايتس مارك نوفلر والموسيقي ستينغ عن ذكرياتهما عن المدينة الإسبانية. نوبفلر، الذي ولد في غلاسكو لكنه نشأ في بليث، نورثمبرلاند، على بعد أميال قليلة من المدينة الإسبانية، قال إنه كان أول مكان يسمع فيه موسيقى الروك أند رول بصوت عالٍ. ولد ستينغ بالقرب من نيوكاسل، وأمضى فترات بعد الظهر والأمسيات في المدينة الإسبانية حيث كان من المفترض أن يدرس من أجل مستويات إي.
أصبح الفنان كريس كروسفي يوم الأحد، 27 يوليو 2014 الذي يتخذ من نيوكاسل مقراً له آخر شخص يؤدي في قبة المدينة الإسبانية الأصلية، قبل دخول المطورين المبنى في 28 يوليو 2014. قام الصليب بأداء الأعمال المثيرة السحرية بدعم من دكتور ديابلو. كان هناك عرض نار في الخارج على الساحة قدمه الفنان المحلي تشارلي بيرنز.

## حدائق وايتلي باي بليجر

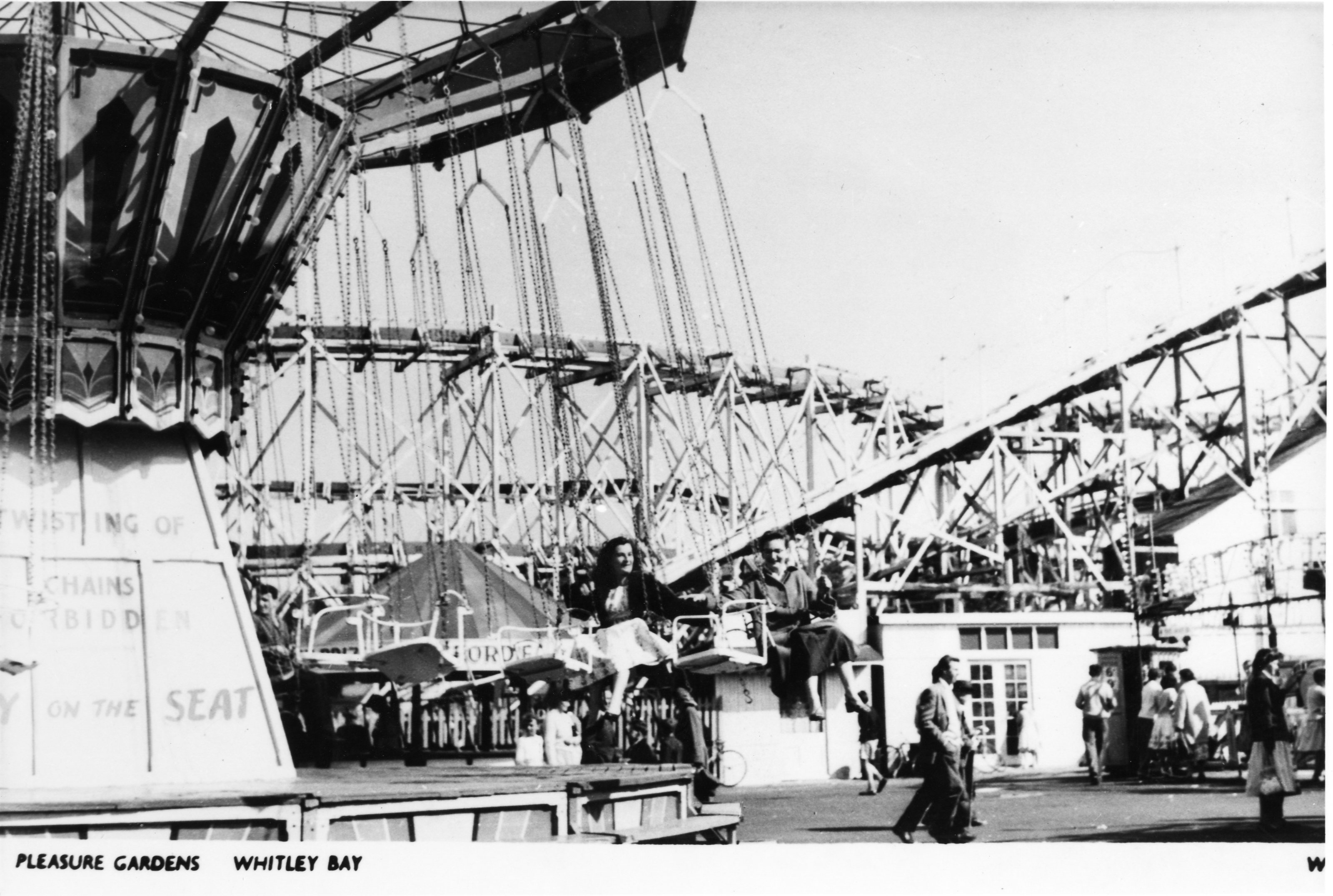
متعة حدائق المرح ، الستينيات أو السبعينيات

في عام 1909 تم إنشاء شركة وايتلي بليجر جاردنز المحدودة وتأسيس أرض معارض كبيرة. كان المهرجان شائعًا للغاية، حيث تم ركوب الخيل والترفيه، بما في ذلك الأفعوانية «المفتاح» - التي كانت في فلامينغولاند في يوركشاير من عام 1983 إلى 2011، ثم في حديقة لونا في فرنسا - قطار الأشباح وفالس الفالس، المنزل الذي بناه جاك، جوي ويل، والدوامة الاجتماعية، والطيران الجوي العظيم، وفرجينيا ريل، وقاعة الضحك، وبيت المرح. رحلة اسمها يا أولدي ميل، تميزت بالقوارب العائمة التي سارت عبر نفق بمناظر طبيعية مثل وادي سويسري وغابة هندية وقلعة خرافية. يمكن العثور على خط سكة حديد على شكل 8 في أرض المعارض من عام 1909 إلى عام 1974.
انضمت رحلة جديدة إلى المعرض، تسمى عجلة متعة قوس قزح في يونيو من عام 1914. حيث تم استيرادها من الولايات المتحدة والتي وصلت سرعتها القصوى إلى حوالي 40 ميلاً في الساعة.
قبة المدينة الإسبانية كانت تضم ممرًا ترفيهيًا ولاحقًا ساحة ليزر كويست وليزر تاغ.

سقطت حدائق بليجر في حالة سيئة بحلول منتصف التسعينيات، وتم إغلاقها في عام 1999. وتم الإعلان عن هدم أرض المعارض في ديسمبر 1999.
And now I'm searching through

these carousels and carnival arcades

Searching everywhere

from Steeplechase to Palisades

And any shooting gallery

where promises are made

To Rockaway, Rockaway

Rockaway, Rockaway

From Cullercoats and Whitley Bay

Out to Rockaway.

And girl it looks so pretty to me

Like it always did

Like the Spanish City to me

When we were kids.

## تجديد
فازت شركة الهندسة المعمارية إي دي بي في يونيو 2011 بعمولة لتجديد المدينة الإسبانية بخطة تضمنت 50 سريرًا وفندقًا من فئة الأربع نجوم و 20 شقة ومطعمًا يعود إلى خمسينيات القرن الماضي وحديقة ترفيهية. تم الإعلان عن موعد الإنجاز 2014، لكن العمل توقف في 2013 بسبب نقص الأموال. في نوفمبر 2013 تلقى المشروع منحة قدرها 3.7 مليون جنيه إسترليني من صندوق يانصيب التراث. أعيد افتتاح المبنى في يوليو 2018.

## في الثقافة الشعبية
يشير داير سترايتسداير سترايتس إلى المدينة الإسبانية في أغنيتهم «نفق الحب» عام 1980، والتي أصبحت الأغنية الرئيسية غير الرسمية للمعارض، والتي يتم تشغيلها كل صباح عند افتتاحها. البلدة المذكورة في الأغنية، كولركوست، هي محطة على خط القطار (الآن جزء من مترو تاين ووير) على طول الساحل من خليج وايتلي. تشير الأغنية إلى معارض دائمة أخرى: حديقة ستييبليتسش في كوني آيلاند، نيويورك، افتتح من 1897 إلى 1964 ؛ متنزه Palisades الترفيهي في مقاطعة بيرغن ، نيو جيرسي، وافتتح من عام 1898 إلى عام 1971 ؛ وروكواي بلاي لاند في شاطئ روكواي في كوينز، نيويورك، مفتوح من 1902 إلى 1982.
تشمل المراجع الأخرى للثقافة الشعبية المدينة الإسبانية (2002)، وهي رواية لسارة ماي، تدور أحداثها في بلدة سيتون شمال شرق البلاد الخيالية، موطن مدينة ملاهي تسمى المدينة الإسبانية. كما ظهرت المدينة الإسبانية في الفيديو المصاحب لأغنية تينا كوزينز «براي» (1998).

ظهرت المدينة الإسبانية عدة مرات في حلقة «محمية» (الموسم 4، الحلقة 2، 2014) من المسلسل التلفزيوني البريطاني «فيرا». على وجه الخصوص، تذكر فيرا المدينة الإسبانية لجو فيما يتعلق بذكرى طفولتها في نهاية هذه الحلقة.

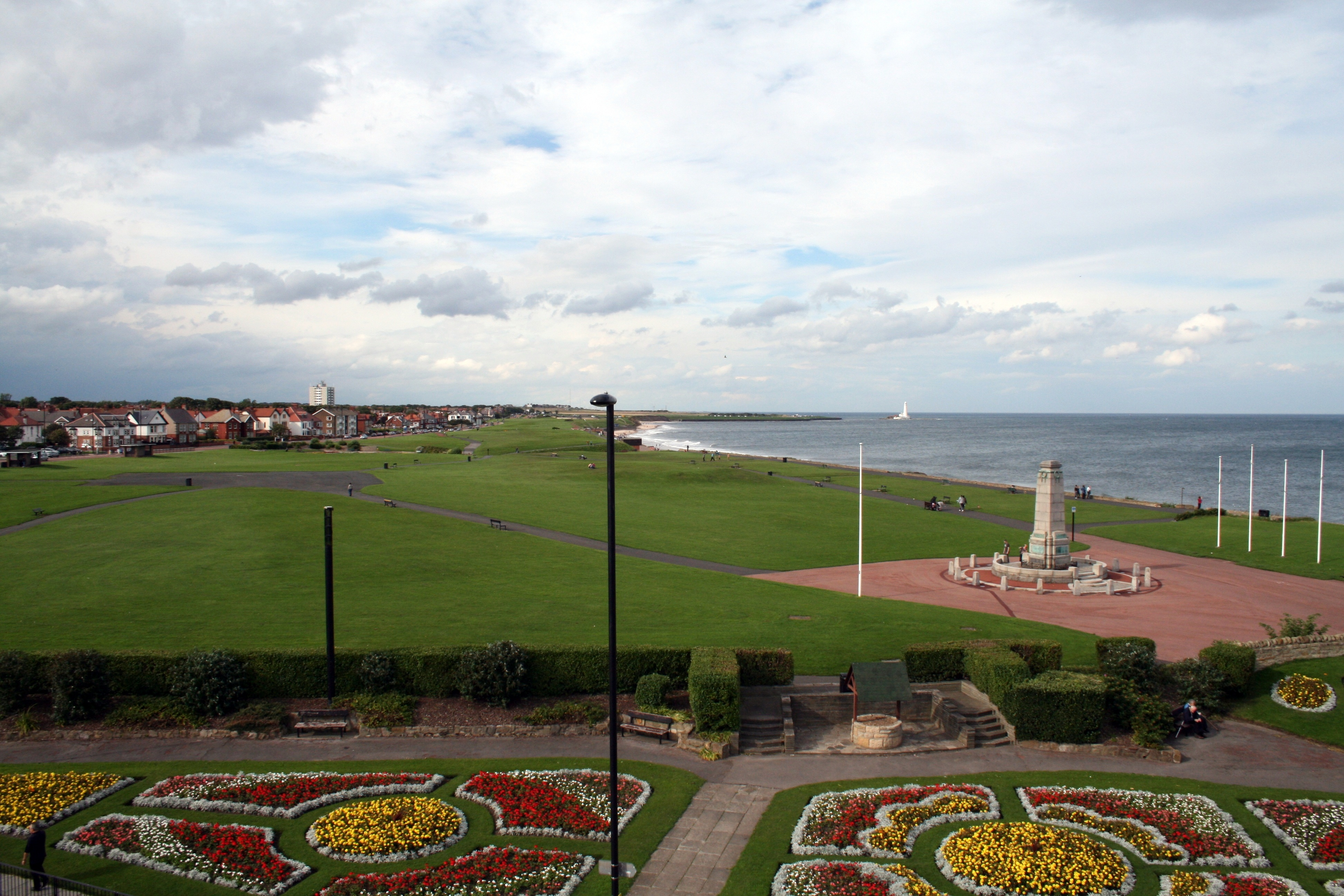
منظر من القبة ، سبتمبر 2011
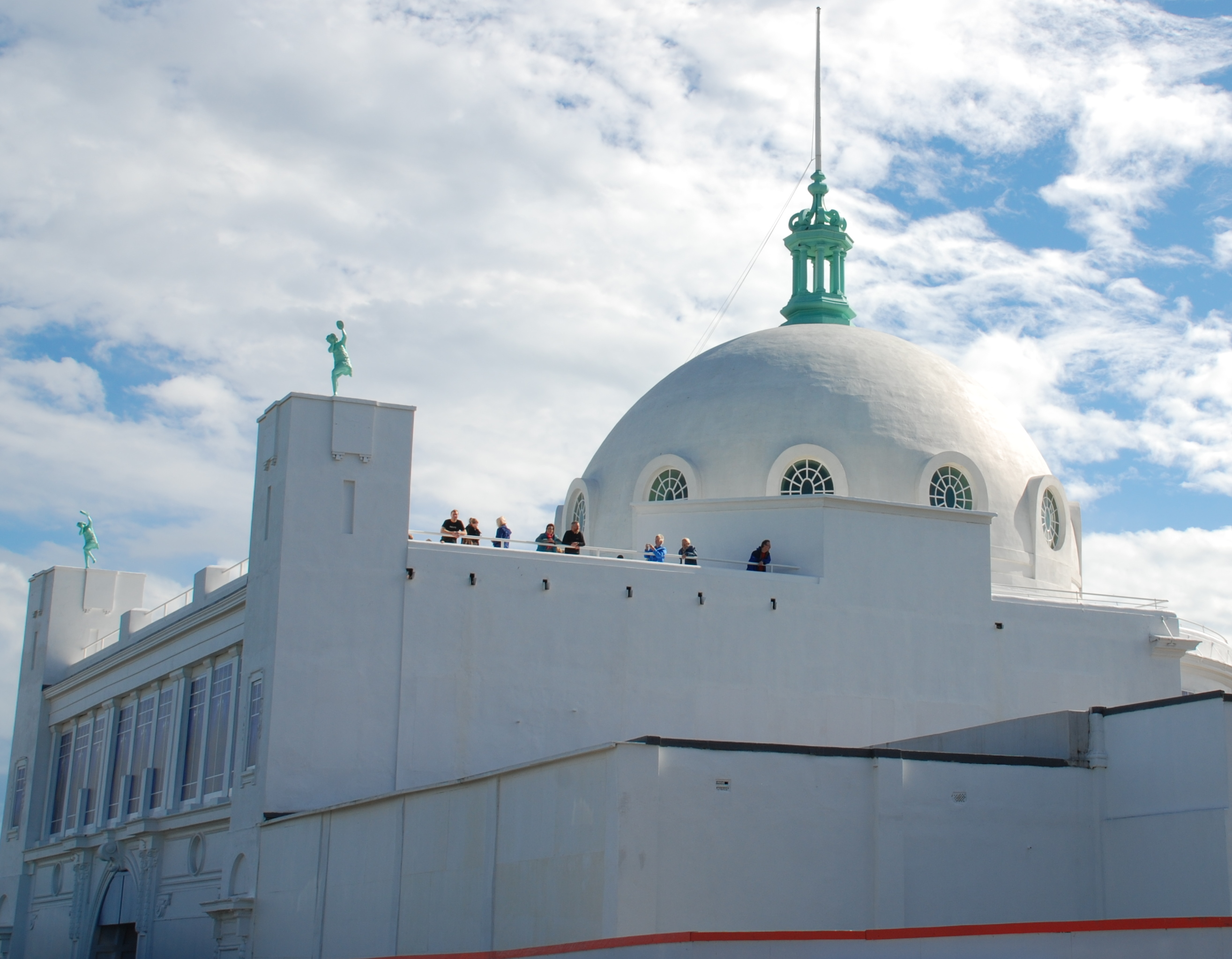
سبتمبر 2010
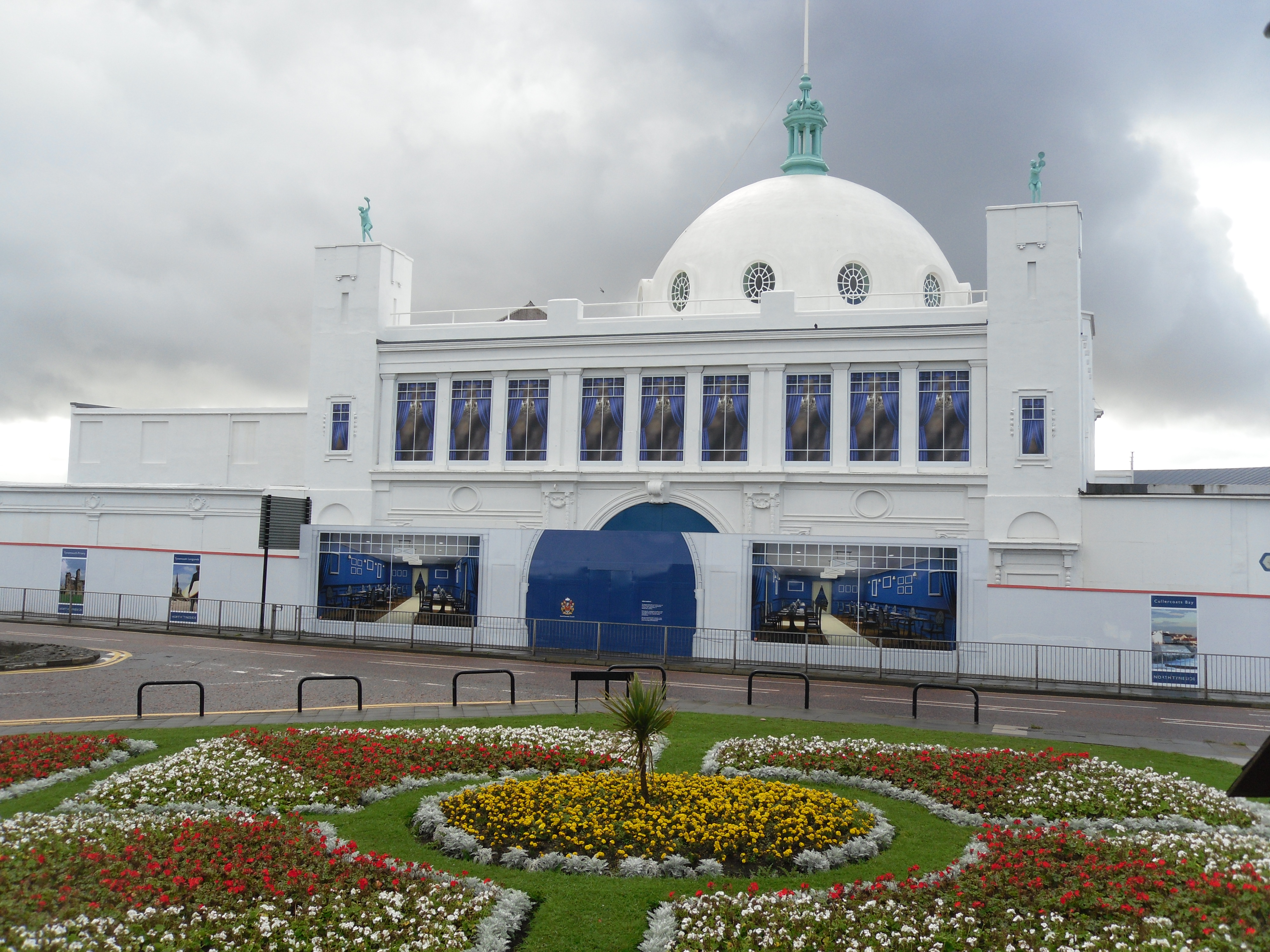
سبتمبر 2010
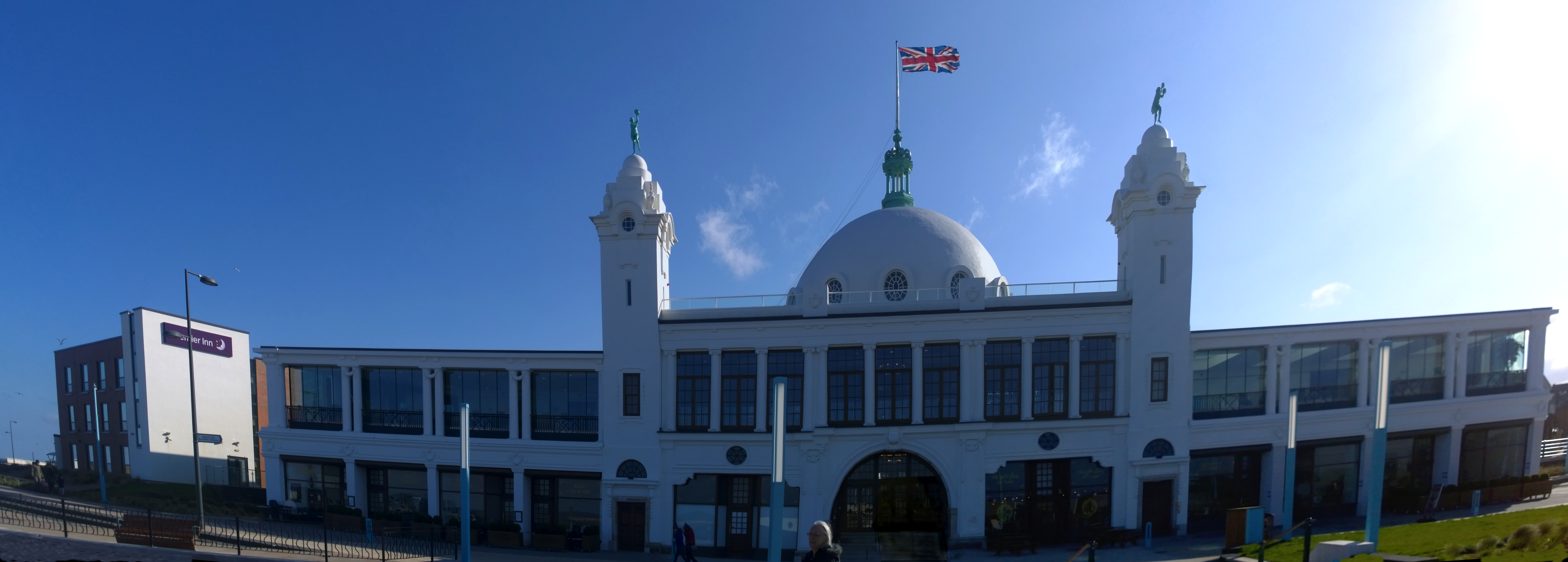
بانوراما المدينة الإسبانية 2019 ، وايتلي باي ، المملكة المتحدة.